# Boks modliszki
Boks Modliszki (chiń. 螳螂拳; pinyin tánglángquán) – tradycyjny styl kung fu, który powstał w XVII wieku na przełomie dynastii Ming (1368 – 1644) i Qing (1644 – 1912). Styl ten zaliczany jest do stylów naśladowczych, jednak bardziej w kontekście ducha walki owada, niż jego ruchów. Według najbardziej rozpowszechnionych teorii za twórcę systemu uważa się Wang Langa. Styl charakteryzuje się używaniem połączonych technik ręcznych przy równoczesnej pracy nóg, szybkim, skutecznym atakiem oraz stosowaniem wachlarza rzutów, obaleń, podcięć i przechwytów.

## Rys historyczny
Za twórcę stylu Modliszki uważa się Wang Langa (Yuqi, buddyjskie imię Shang Shan Xiahe). Wang Lang został buddą w klasztorze Huayan Si. Dotarł tam, uciekając przed mandżurskimi żołnierzami. Wobec represyjnych rządów dynastii Qing wybuchało wiele powstań wśród miejscowej ludności, jednym z nich dowodził właśnie Wang. Żyjąc w ukryciu, Shang doskonalił swoje umiejętności walki, a z miejscowymi kontaktował się za pomocą zwiniętego papieru, na którym było zapisane jego imię i nazwisko. Po zwinięciu znaki układały się w napis o brzmieniu Wang Lang (王朗). Pod takim przydomkiem jest znany jako twórca systemu Modliszki.
Według innych założeń styl Modliszki powstał już w okresie dynastii Song (960 – 1279). Mistrzów osiemnastu stylów kung fu zaprosił mnich Fuju w celu wymiany doświadczeń i technik. Wszystkie najlepsze metody i taktyki zostały zebrane w jedną całość i spisane.
Ćwiczenie pojedynczych technik było podstawą ćwiczeń prekursorów sztuk walki. Dopiero w późniejszym okresie zaczęto je łączyć w kolejno następujące po sobie układy, tzw. formy. Służą one do zapamiętania technik danego stylu jak i usystematyzowania ćwiczeń (np. od nauki łatwiejszych technik, po coraz bardziej złożone). W zależności od stylu są formy bardziej lub mniej dynamiczne, kładące nacisk na pracę rąk i/lub nóg, mogą być długie i krótkie. Wyróżniamy również formy pojedyncze ręczne, pojedyncze z bronią, podwójne ręczne, podwójne z bronią.  Formy cały czas ewoluują. W systemach tradycyjnych poznawane są nowe interpretacje i niuanse danych technik. Każdy styl ma od kilku do kilkunastu-kilkudziesięciu form. Dodatkowo na potrzeby zawodów i prezentacji tworzy się osobne układy – bardziej widowiskowe i niejednokrotnie niemające wiele wspólnego z rdzeniem danego stylu. Odpowiednikiem form w innych sztukach/sportach walki jest kata.

## Legenda powstania stylu modliszki
Według legendy twórcą stylu Modliszki jest Wang Lang. Wang przegrał pojedynek z innym wojownikiem (brak źródeł jednoznacznie określających z jakiego stylu). W górach Laoshan zobaczył modliszkę walczącą z większą cykadą. Większy owad nie miał szans z waleczną modliszką i jej silnymi odnóżami. Zachwycony Wang zabrał owada ze sobą i przyglądał się dokładnie jego poczynaniom. Zaobserwowane ruchy przystosował do swoich umiejętności i ćwiczył ich zastosowanie w walce. W wyniku tego zdarzenia Wang Lang wygrał powtórne starcie z tym samym wojownikiem.

## Główne style Tanglangquan
1. Siedmiogwiezdna Modliszka (chiń. 七星螳螂拳; pinyin qīxīng tánglángquán)
2. Modliszka Taiji (chiń. 太極螳螂拳; pinyin tàijí tánglángquán)
3. Modliszka Kwiatu Śliwy (chiń. 梅花螳螂拳; pinyin méihuā tánglángquán)
4. Modliszka Kaczki Mandarynki (chiń. 鸳鸯螳螂拳; pinyin yuānyang tánglángquán)
5. Modliszka Ośmiu Kroków (chiń. 八步螳螂拳; pinyin bābù tánglángquán)
6. Modliszka Długiej Pięści (chiń. 長拳螳螂拳; pinyin chángquán tánglángquán)
7. Modliszka Sześciu Kombinacji (chiń. 六合螳螂拳; pinyin liùhé tánglángquán)
8. Modliszka Nefrytowego Pierścienia (chiń. 玉环螳螂拳; pinyin yùhuán tánglángquán)

## Uproszczona linia przekazu Tanglangquan z Chin do Polski
W Polsce najbardziej znanym i jedynym nauczanym stylem Modliszki jest styl Siedmiogwiezdnej Modliszki (chiń. 七星螳螂拳; pinyin Qīxīng tánglángquán) według przekazu Yu Tianchenga i Yu Tianlu.